# 辽阳东路站
辽阳东路站是青岛地铁2号线与4号线的地铁车站，是一个换乘站，位于中华人民共和国山东省青岛市崂山区深圳路与辽阳东路交叉口，2号线车站于2017年12月10日开通，4号线车站于2022年12月26日开通。

## 车站结构
辽阳东路站位于深圳路与辽阳东路交叉口，其中2号线车站沿深圳路设置，呈南北走向，为地下两层岛式站台车站，车站长204.8米，标准段宽22米，车站地下一层为站厅层，地下二层为站台层，站台设置全高站台门。4号线车站沿辽阳东路设置，呈东西走向，为地下三层岛式站台车站，车站长183.55米，车站地下一层为站厅层，地下三层为站台层，站台设置全高站台门。两线采用节点换乘形式，换乘节点连接2号线站台中部与4号线站台中部。
|                   |  | 2号线往李村公园（东韩）         |
| 島式 · 開左邊车门 |  |                                 |
|                   |  | 2号线往四川路（轮渡）（同安路） |

|                   |  | 4号线往人民会堂（大埠东） |
| 島式 · 開左邊车门 |  |                           |
|                   |  | 4号线往大河东（董家下庄） |

## 出入口
辽阳东路站共设4个出入口，近A出入口设地下连通道通向毗邻的崂山万象汇，各出口及周围设施如下所示：
| 编号                | 指示                                 | 建议前往的目的地                                 | 图片 |
| ------------------- | ------------------------------------ | ------------------------------------------------ | ---- |
| A · 出口            | 辽阳东路(北)，深圳路(西)             | 青岛崂山万象汇，青铁华润城，青岛地铁集团有限公司 |      |
| B · 出口            | 辽阳东路(北)，深圳路(东)             | 国金中心，宜家家居，交通银行青岛分行             |      |
| C · 出口 · （设有） | 辽阳东路(南)，霄岭路(西)，深圳路(东) |                                                  |      |
| D · 出口            | 辽阳东路(南)，深圳路(西)             | 青岛汽车东站                                     |      |
| 图例： 设有         |                                      |                                                  |      |

## 接驳交通

### 公交车
- 汽车东站：19路环行，223路，375路，384路，461路环行，462路，463路环行，606路，607路，609路，610路，611路，625路，632路环行，641路，645路，652路，672路
- 汽车东站北门：375路，461路环行，602路，606路，609路，611路，612路，机场1线

## 车站历史
本站工程名为汽车东站，正式站名为辽阳东路站，以车站横跨的辽阳东路命名。
- 2016年10月8日，2号线车站主体结构封顶[7]。
- 2017年
  - 1月17日，4号线车站主体结构封顶[8]。
  - 12月10日，车站随2号线一期东段通车开通[1]。
- 2022年12月26日，4号线通车，车站成为换乘车站[2]。